# Han Xinyun
Han Xinyun (chin. upr. 韩馨蕴, chin. trad. 韓馨蘊, pinyin Hán Xīnyùn; ur. 30 maja 1990 roku w Jinzhou) – chińska tenisistka.

## Kariera
Najwyższe jak dotąd miejsce w rankingu WTA Tour (105.) osiągnęła 24 października 2016 roku. W rozgrywkach deblowych największym jej sukcesem był finał turnieju w Pekinie w 2008 roku, gdzie w parze z Xu Yifan przegrały z parą Caroline Wozniacki i Anabel Medina Garrigues. W 2010 roku zadebiutowała w turnieju wielkoszlemowym Australian Open, przebijając się do turnieju głównego z kwalifikacji. Reprezentowała również Chiny w Pucharze Federacji, grając w grze singlowej przeciwko Słowacji.
W turniejach rangi ITF ma na swoim koncie jedenaście zwycięstw singlowych i dwadzieścia siedem deblowych.
W zawodach cyklu WTA Tour Chinka wygrała trzy turnieje w grze podwójnej z dziesięciu rozegranych finałów. Triumfowała też w jednym deblowym turnieju cyklu WTA 125 z sześciu osiągniętych finałów.

## Finały turniejów WTA
| Legenda                     | Legenda |
| --------------------------- | ------- |
| Wielki Szlem                |         |
| Igrzyska olimpijskie        |         |
| WTA Tour Championships      |         |
| WTA Elite Trophy            |         |
| 1988 – 2008                 |         |
| Kategoria I                 |         |
| Kategoria II                |         |
| Kategoria III               |         |
| Kategoria IV                |         |
| Kategoria V                 |         |
| 2009 – 2020                 |         |
| WTA Premier Mandatory       |         |
| WTA Premier 5               |         |
| WTA Premier                 |         |
| WTA International Series    |         |
| WTA 125K series (2012–2020) |         |
| od 2021                     |         |
| WTA 1000 (obowiązkowe)      |         |
| WTA 1000 (nieobowiązkowe)   |         |
| WTA 500                     |         |
| WTA 250                     |         |
| WTA 125                     |         |

### Gra podwójna 10 (3–7)
| Końcowy wynik | Nr | Data             | Turniej    | Nawierzchnia  | Partnerka        | Przeciwniczki                              | Wynik finału   |
| ------------- | -- | ---------------- | ---------- | ------------- | ---------------- | ------------------------------------------ | -------------- |
| Finalistka    | 1. | 23 września 2007 | Pekin      | Twarda        | Xu Yifan         | Chuang Chia-jung Hsieh Su-wei              | 6:7(3), 3:6    |
| Finalistka    | 2. | 28 września 2008 | Pekin      | Twarda        | Xu Yifan         | Anabel Medina Garrigues Caroline Wozniacki | 1:6, 3:6       |
| Finalistka    | 3. | 19 września 2010 | Kanton     | Twarda        | Liu Wanting      | Edina Gallovits Sania Mirza                | 5:7, 3:6       |
| Finalistka    | 4. | 24 września 2011 | Kanton     | Twarda        | Chan Chin-wei    | Zheng Saisai Hsieh Su-wei                  | 2:6, 1:6       |
| Zwyciężczyni  | 1. | 16 stycznia 2016 | Hobart     | Twarda        | Christina McHale | Kimberly Birrell Jarmila Wolfe             | 6:3, 6:0       |
| Zwyciężczyni  | 2. | 5 listopada 2017 | Zhuhai     | Twarda (hala) | Duan Yingying    | Lu Jingjing Zhang Shuai                    | 6:2, 6:1       |
| Zwyciężczyni  | 3. | 5 sierpnia 2018  | Waszyngton | Twarda        | Darija Jurak     | Alexa Guarachi Erin Routliffe              | 6:3, 6:2       |
| Finalistka    | 5. | 25 maja 2019     | Strasburg  | Ceglana       | Duan Yingying    | Darja Gawriłowa Ellen Perez                | 4:6, 3:6       |
| Finalistka    | 6. | 21 lipca 2019    | Lozanna    | Ceglana       | Monique Adamczak | Anastasija Potapowa Jana Sizikowa          | 2:6, 4:6       |
| Finalistka    | 7. | 6 marca 2022     | Monterrey  | Twarda        | Jana Sizikowa    | Catherine Harrison Sabrina Santamaria      | 6:1, 5:7, 6–10 |

## Finały turniejów WTA 125

### Gra podwójna 6 (1–5)
| Końcowy wynik | Nr | Data             | Turniej       | Nawierzchnia  | Partnerka         | Przeciwniczki                     | Wynik finału      |
| ------------- | -- | ---------------- | ------------- | ------------- | ----------------- | --------------------------------- | ----------------- |
| Finalistka    | 1. | 10 sierpnia 2013 | Suzhou        | Twarda        | Eri Hozumi        | Tímea Babos Michaëlla Krajicek    | 2:6, 2:6          |
| Finalistka    | 2. | 2 listopada 2014 | Ningbo        | Twarda        | Zhang Kailin      | Arina Rodionowa Olha Sawczuk      | 6:4, 6:7(2), 6–10 |
| Zwyciężczyni  | 1. | 23 kwietnia 2017 | Zhengzhou     | Twarda (hala) | Zhu Lin           | Jacqueline Cako Julja Gluszko     | 7:5, 6:1          |
| Finalistka    | 3. | 28 kwietnia 2019 | Anning        | Ceglana       | Duan Yingying     | Peng Shuai Yang Zhaoxuan          | 5:7, 2:6          |
| Finalistka    | 4. | 4 sierpnia 2019  | Karlsruhe     | Ceglana       | Yuan Yue          | Lara Arruabarrena Renata Voráčová | 7:6(2), 4:6, 4–10 |
| Finalistka    | 5. | 10 lipca 2022    | Contrexéville | Ceglana       | Aleksandra Panowa | Ulrikke Eikeri Tereza Mihalíková  | 6:7(8), 2:6       |

## Wygrane turnieje rangi ITF
| turnieje z pulą nagród 100 000 $   |
| turnieje z pulą nagród 75/80 000 $ |
| turnieje z pulą nagród 50/60 000 $ |
| turnieje z pulą nagród 25 000 $    |
| turnieje z pulą nagród 15 000 $    |
| turnieje z pulą nagród 10 000 $    |

### Gra pojedyncza
|     | Data       | Turniej         | Kat. | ($)    | Naw.   | Finalistka       | Wynik         |
| 1.  | 18/06/2006 | Montemor-o-Novo | ITF  | 10 000 | twarda | Neuza Silva      | 6:2, 2:6, 7:5 |
| 2.  | 24/05/2009 | Incheon         | ITF  | 25 000 | twarda | Chen Liang       | 6:2, 6:2      |
| 3.  | 31/05/2009 | Goyang          | ITF  | 25 000 | twarda | Lee Jin-a        | 7:5, 6:4      |
| 4.  | 7/06/2009  | Gimhae          | ITF  | 25 000 | twarda | Shannon Golds    | 6:1, 6:3      |
| 5.  | 05/05/2013 | Seul            | ITF  | 15 000 | twarda | Kim So-jung      | 6:2, 6:1      |
| 6.  | 06/04/2014 | Glen Iris       | ITF  | 15 000 | ziemna | Tori Kinard      | 6:2, 6:3      |
| 7.  | 07/02/2016 | Launceston      | ITF  | 75 000 | twarda | Ałła Kudriawcewa | 6:1, 6:1      |
| 8.  | 14/08/2016 | Naiman          | ITF  | 25 000 | twarda | Liu Fangzhou     | 6:4, 6:3      |
| 9.  | 10/06/2018 | Changsha        | ITF  | 25 000 | twarda | Alison Bai       | 7:5, 0:6, 6:4 |
| 10. | 28/10/2018 | Nanning         | ITF  | 25 000 | twarda | Karman Thandi    | 6:4, 2:6, 6:4 |
| 11. | 12/05/2019 | Lu’an           | ITF  | 60 000 | twarda | Duan Yingying    | 4:6, 6:2, 6:2 |